# Andreas Cederholm
Andreas Cederholm (* 4. Mai 1990 in Hjo, Schweden) ist ein schwedischer Handballspieler.

## Vereinslaufbahn
Cederholm spielte bis 2007 bei seinem Heimatverein HK Guldkroken Hjo, bevor er zunächst zu IFK Skövde HK und 2013 zu IFK Kristianstad wechselte. Mit Kristianstad wurde er 2015 und 2016 jeweils schwedischer Meister in der Elitserien. Danach unterschrieb er einen Dreijahresvertrag bei Fenix Toulouse Handball in der ersten französischen Liga. Der Vertrag wurde jedoch nach nur einem Jahr zum Ende der Saison 2016/17 aufgelöst. Toulouse entsprach damit dem Wunsch von GWD Minden, bei denen Cederholm ab dem Sommer 2017 spielte. Zur Saison 2019/20 schloss er sich dem TBV Lemgo Lippe an. Mit Lemgo gewann er den DHB-Pokal 2020. Im Dezember 2021 gab der TBV Lemgo die vorzeitige Auflösung des bis 2024 gültigen Vertrags mit Cederholm zum Ende der Spielzeit 2021/22 und den Wechsel zum IFK Kristianstad bekannt. Mit Kristianstad gewann er 2023 sowohl die schwedische Meisterschaft als auch den schwedischen Pokal.

## Auswahlmannschaften
In der schwedischen Nationalmannschaft debütierte er am 10. Januar 2013 und nahm mit ihr an der Europameisterschaft 2016 teil.